# Chrysopa fascialis
Chrysopa fascialis är en insektsart som beskrevs av Banks 1905. Chrysopa fascialis ingår i släktet Chrysopa och familjen guldögonsländor. Inga underarter finns listade i Catalogue of Life.